# Manuel Veiga
Manuel Monteiro da Veiga (Santa Catarina, 27 de março de 1948) é um linguista cabo-verdiano de referência tanto a nível de seu país como a nível internacional.

## Biografia
Especialista e um dos maiores estudiosos e obreiros da valorização da Língua Cabo-verdiana, um crioulo do Atlântico médio-ocidental africano. Nasceu no Concelho de Santa Catarina,  ilha de Santiago, Cabo Verde, em 27 de março de 1948.
Fez seus estudos primários em Assomada, vila capital do seu Concelho natal entre 1957 - 1961. Frequentou o seminário católico de S. José na cidade da Praia, capital de Cabo Verde, de 1962 a 1974.
Estudou no Instituto Superior de Estudos Teológicos, em Coimbra, Portugal de 1971 a 1974. Fez, também, uma Licenciatura em Linguística Geral e aplicada na Universidade Aix-en-Provence, França, entre 1975 - 1978. Doutoramento veio-lhe pela mesma universidade nos anos 1994 e 1997.
Desempenhou já (e ainda exerce) várias responsabilidades públicas e técnicas no seu país natal: de destacando algumas dessas funções no seu passado recente, deve-se realçar a docência da Língua Cabo-verdiana na Universidade de Cabo Verde; Responsável do departamento de linguística do Ministério da educação; Director Geral da Cultura na República de Cabo Verde (setembro de 2004-2011); Director-geral do Património Cultural; Presidente do Instituto Nacional da Cultura. É também membro do Comité Internacional dos estudos crioulos; representante de Cabo Verde, enquanto linguista, no âmbito dos acordos ortográficos da Língua portuguesa.

## Outras funções de relevo
Outras funções de relevo com a da presidência da Comissão Nacional para a padronização do Alfabeto da Língua Cabo-verdiana são, de entre várias outras, as funções que o mesmo vem desempenhando no seu país. Actualmente, é Ministro da Cultura da república de Cabo Verde.

## Obras publicadas
- Diskrison strutural di Lingua kabuverdianu; um ensaio 1982, ICL
- Odju d'agu, romance, 1987; 2009; 2019;
- A sementeira, ensaio, 1994;
- O crioulo de Cabo Verde : introduçao à gramatica, 1995;
- Diario das Ilhas, romance, 1995;
- Introdução à gramática do Crioulo de Cabo Verde, 1996;
- O Caboverdiano em 45 lições : estudo sociolinguístico e gramatical, 2002;
- A construção do bilinguismo, ensaios, 2004;
- Dicionário Caboverdiano-Português, 2011;
- L e Créole du Cap-Vert, Étude Grammaticale Descriptive et Contrastive, 2000;
- A Palavra e o Verbo, ensaios, 2016;
- Profecias do Ali-Ben-Ténpu, narrativa romanesca, 2019.